# Titolo tossico
In finanza con il termine titolo tossico si intende un titolo di credito derivato dalla cartolarizzazione dei mutui e prestiti subprime e venduto dalle banche ai propri clienti (tra cui, spesso, fondi di investimento) come obbligazioni a basso rischio finanziario, ma rivelatisi di scarsa qualità o dal valore completamente azzerato a causa della sottostima del rischio a cui esponevano questi strumenti finanziari, da parte degli operatori e delle agenzie di valutazione (cosiddette agenzie di rating). 

## Descrizione
Il significato del termine tossico in finanza è in via di evoluzione, in quanto se agli albori della crisi subprime, nell'autunno del 2007, un titolo tossico era identificato come il bond di una cartolarizzazione con una struttura eccessivamente complessa, talmente complicata, opaca e carente di informazioni pubbliche da renderne la valutazione difficile e incerta, oggi a causa di una diffusa crisi di fiducia nel mercato e per paura di deprezzamenti per titolo tossico si è passati ad indicare qualsiasi cartolarizzazione, anche se garantita da asset di prima qualità. I prezzi sul mercato secondario dei prodotti strutturati e cartolarizzati sono crollati, avvalorando la tesi di una tossicità dilagante. Le vendite hanno travolto qualsiasi bond poco liquido, difficilmente rivendibile a un prezzo equo: da illiquido a tossico il passo è stato breve.

## Titoli truffa
Negli Stati Uniti Richard S. Fuld, Jr. è al centro di un'indagine federale, nell'Ottobre 2008, volta a stabilire se i dirigenti della Lehman hanno ingannato gli investitori circa lo stato della società, definita zombie bank, perché continuava a stare in piedi malgrado non avesse più soldi..
La causa principale di un passivo di 613 miliardi di dollari della banca Lehman è dovuto all'emissione di mutui subprime, mutui immobiliari concessi cioè a soggetti di scarsa affidabilità economica, i quali mutui sono stati raggruppati in pacchetti da centinaia e venduti a società finanziarie, costituite ad hoc, e quotate sul mercato azionario, in modo che l'eventuale inadempienza del pagamento di un mutuo, invece che ricadere sulla banca, ricadesse sui compratori dei titoli azionari delle società finanziarie. Quando gli azionisti si sono accorti che questi titoli, cosiddetti tossici, non avevano nessun valore, nessuno li ha più voluti comprare. 
Nel frattempo la crisi del lavoro statunitense ha impedito ai soggetti di scarsa affidabilità economica di adempiere al debito contratto con la banca e la crisi concomitante del mercato immobiliare ha fatto abbassare i prezzi delle case e quindi la banca non è più riuscita a recuperare quello che aveva anticipato per l'acquisto della casa, neanche dalla rivendita dell'immobile ipotecato.

## Situazione italiana
Un'indagine del magistrato Antonio Savasta, della procura della Repubblica di Trani, ha messo sotto inchiesta Anna Maria Tarantola e altri 7 ispettori della Banca d'Italia, tra cui Simonetta Iannotti e il capo Stefano Mieli, coinvolti nell'indagine che ha portato al sequestro dei prodotti finanziari "tossici" messi sul mercato dal Banco di Napoli, oggi nel gruppo Intesa Sanpaolo, e in un solo caso dal Monte dei Paschi di Siena.
Sotto inchiesta anche le agenzie di rating Moody's e Standard & Poor's, per aver manipolato il mercato con dati falsi sui titoli tossici.